# Osttimoresische Flüchtlinge in Westtimor

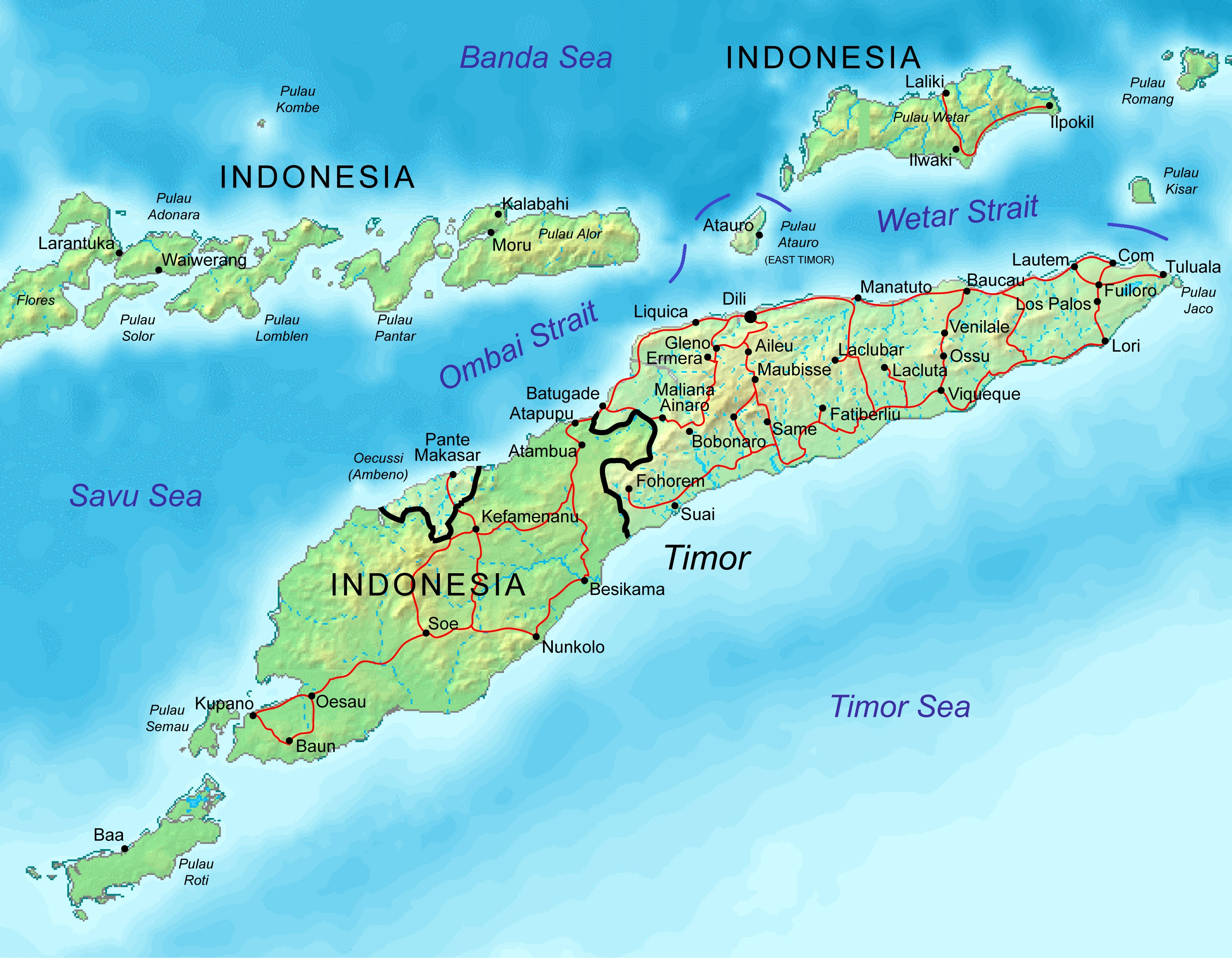
Ost- und Westtimor

Bei den osttimoresischen Flüchtlingen in Westtimor handelt es sich um Osttimoresen, die infolge der Krise in Osttimor 1999 im Umfeld des Unabhängigkeitsreferendums und dem folgenden Abzug der Indonesier aus dem von ihnen besetzten Osttimor in den indonesischen Teil Westtimors kamen.

## Hintergrund
Osttimor war von Indonesien von 1975 bis 1999 besetzt worden. Am 30. August 1999 organisierten die Vereinten Nationen ein Referendum, bei dem sich die Bevölkerung Osttimors deutlich für einen unabhängigen Staat entschied. Indonesische Sicherheitskräfte und pro-indonesische Milizen (Wanra) überzogen nochmals das Land mit einer Gewaltwelle mit bis zu 3000 Toten, die Infrastruktur wurde zu 75 % zerstört. Die Einwohner wurden vertrieben oder von den Indonesiern zwangsevakuiert und nach Westtimor deportiert. Die Internationale Streitkräfte Osttimor (INTERFET) sorgte ab September wieder für Ruhe und Ordnung und die Indonesier zogen ab, zusammen mit osttimoresischen Unterstützern die nun Racheakte befürchteten. Drei Viertel der Bevölkerung war insgesamt auf der Flucht. Etwa 280.000 Osttimoresen wurden von Indonesien nach Westtimor zwangsdeportiert oder hatten dort Zuflucht gesucht. Viele dieser Osttimoresen blieben auch nach dem Abzug der Indonesier in den Flüchtlingslagern. Es waren die ehemaligen Befürworter des Anschlusses an Indonesien und auch solche, die während der Unruhen Verbrechen gegen ihre Nachbarn verübt hatten. Man befürchtete Repressalien bei einer Rückkehr in die Heimatdörfer.
Osttimor versuchte mit Hilfe der Empfangs-, Wahrheits- und Versöhnungskommission von Osttimor CAVR (die in ihrem Namen mit der Bezeichnung „Empfang“ sich direkt an die Flüchtlinge richtete) Vertrauen zu schaffen. So half man bei der Versöhnung zwischen Rückkehrern und ihren Nachbarn. Man organisierte sogar „Komm- und schau“-Besuche von Flüchtlingsdelegationen in der Heimat. Nur vereinzelt kam es zu Racheakten und Selbstjustiz. Problematisch war allerdings die Kontrolle der Flüchtlingslager durch bewaffnete ehemalige Mitglieder der Wanra und ihre Führer. Sie warnten mit Horrorszenarien vor angeblichen Gefahren in der Heimat und versuchten durch die Flüchtlinge politischen Druck auszuüben. Mitarbeiter von Hilfsorganisationen konnten anfangs nur unter Begleitschutz der indonesischen Polizei begrenzt in die Lager. Am 6. September 2000 wurden drei Mitarbeiter des UNHCR aus Kroatien, Äthiopien und Puerto Rico in einem Lager bei Atambua brutal ermordet und die Leichen teilweise verbrannt. Auslöser der Gewalt war der ungeklärte Mord am Milizenführer Olivio Mendosa Muruk. Bei seiner Beerdigung mit 3000 Trauernden kam es zu den Angriffen auf Mitarbeiter der Vereinten Nationen. Daraufhin zogen diese ihre Mitarbeiter ab und der UN-Sicherheitsrat forderte von Indonesien die Entwaffnung und Auflösung der Milizen. Stattdessen stellte die indonesische Regierung die Unterstützung der Flüchtlinge ein, woraufhin diese sich mit Kleinhandel, Landwirtschaft und Kleinkriminalität selbst versuchten zu versorgen. Dies führte wiederum zu Konflikten mit der lokalen Bevölkerung. Außerdem nutzten die Milizen die Flüchtlingslager als Basen für Operationen in Osttimor. Im Dezember 2002 wurden zwei Dörfer im Osten von Milizen überfallen, die über die Grenze gekommen waren. Erst mit der Zeit konnte man den Einfluss der Milizen schwächen.
Heute leben immer noch zahlreiche Flüchtlinge in Westtimor. 2005 zählten die indonesischen Provinzbehörden 104.436 Flüchtlinge (40.453 im Regierungsbezirk Belu, 11.176 in Nordzentraltimor und 11.360 in Kupang). Sie stammen vor allem aus den osttimoresischen Gemeinden Lautém, Dili, Baucau, Viqueque, Aileu und Manatuto. Sie entstammen anderen Ethnien und sprechen andere Muttersprachen als die einheimischen Westtimoresen. Die meisten Flüchtlinge leben in Armut. Mehrere Zehntausend lebten hier noch 2010 in Baracken. Hilfsgelder verschwanden großteils in der Bürokratie.
Die ehemaligen Milizionäre haben sich in der Uni Timor Aswain (UNTAS) organisiert. Vorsitzender ist seit 2010 der ehemalige Milizenführer Eurico Guterres. Er wurde für Verbrechen während der Krise in Osttimor verurteilt, kam aber vorzeitig frei. Sein Sprecher ist Hukman Reni. Weitere führende Mitglieder der UNTAS sind Domingos Maria das Dores Soares, Basilio Dias Araújo und Filomeno de Jesus Hornay, der Generalsekretär der UNTAS.
Im Juni 2025 demonstrierten mehrere hundert Osttimoresen, die nun in Westtimor lebten, gegen ihre geplante Zwangsumsiedlung. Die indonesische Regierung hat für die Flüchtlinge 2100 Häuser in Kampung Burung Unta im Kecamatan Fatuleu gebaut. Seit bis zu 27 Jahren leben sie im 20 Kilometer entfernten Naibonat (Kecamatan Ostkupang), doch die Regierung will ihnen keine Eigentumsrechte an dem Grund zusprechen und das Gebiet dem Militär übertragen. Demonstranten berichteten, dass man ihr Getreide und Bananenpflanzen zerstörte, um sie zur Umsiedlung zu drängen.